# Acanthodoris atrogriseata
Acanthodoris atrogriseata är en snäckart som beskrevs av Charles Henry O'Donoghue 1927. Acanthodoris atrogriseata ingår i släktet Acanthodoris och familjen Onchidorididae. Inga underarter finns listade i Catalogue of Life.